# Cohade
Cohade là một xã thuộc tỉnh Haute-Loire nam trung bộ nước Pháp. Xã Cohade nằm ở khu vực có độ cao trung bình 406 mét trên mực nước biển.